# Tweede Kamerverkiezingen 1982/Kandidatenlijst/EVP
De kandidatenlijst voor de Tweede Kamerverkiezingen 1982 van de Evangelische Volkspartij was als volgt:

## Landelijke kandidaten
- vet: verkozen
- schuin: voorkeurdrempel overschreden

1. Cathy Ubels-Veen - 46.773 stemmen
2. Chiel von Meyenfeldt - 4.501
3. Gerrit Welle - 475
4. Titus Gilhuis - 1.063
5. Peter Shantiprekash - 329
6. Jan van Drie - 255
7. Janny Brinkman - 298
8. Wim Herstel - 127
9. Hans Feddema - 91
10. Corrie Vollenhoven-op 't Land - 100
11. Cor Ofman - 55
12. Bert Boer - 45
13. Henk Nusselder - 103
14. Gerard Bernardus - 32
15. Reinier Sinke - 46
16. Wijnand van Diggelen - 54
17. Harrie Winteraeken - 91
18. Jelte Huizinga - 48
19. Ton de Leeuw den Bouter - 41
20. Jan Hamming - 27

## Regionale kandidaten
De plaatsen op de lijst vanaf 21 waren per kieskring verschillend ingevuld.

### 's-Hertogenbosch
1. Frank Teer - 7[1]
2. Jaap Splinter - 19[1]
3. Jan Bulens - 19
4. Wim Maassen - 12[1]
5. Bram van Tienhoven - 2
6. Jitske Wassenaar-van der Hoek - 4[1]
7. Bert Sprokkereef - 7[1]
8. Hans Verschoor - 14[1]
9. Hildebrand van Weerd - 21[1]

### Tilburg
1. Frank Teer - 1[1]
2. Jaap Splinter - 0[1]
3. Frans Vermeulen - 11
4. Wim Maassen - 3[1]
5. Koos Hanswijk - 5
6. Jitske Wassenaar-van der Hoek - 3[1]
7. Jan Peeters - 12
8. Hans Verschoor - 7[1]
9. Bert Sprokkereef - 1[1]
10. Hildebrand van Weerd - 10[1]

### Arnhem
1. Jouke Tuininga - 12[1]
2. Lourens Kruizinga - 26[1]
3. Kees Kraan - 34[1]
4. Addy Venema-van der Hagen - 15[1]
5. Liesbet Bos-van Lakerveld - 11[1]
6. Bernard Karreman - 14
7. Willem Massier - 22[1]
8. Henk Bos - 10
9. Henri Stroband - 16[1]
10. Ben van Veenen - 16[1]

### Nijmegen
1. Jouke Tuininga - 3[1]
2. Lourens Kruizinga - 40[1]
3. Kees Kraan - 3[1]
4. Ernst van Drumpt - 10
5. Liesbet van Lakerveld-Bos - 3[1]
6. Addy Venema-van der Hagen - 0[1]
7. Willem Massier - 1[1]
8. Ben Mulders - 7
9. Henri Stroband - 3[1]
10. Ben van Veenen - 3[1]

### Rotterdam
1. Henk Guichelaar - 6
2. Marjan Verveda - 29
3. Kees van Alphen - 11
4. Jan Renes - 13
5. Addie van der Goot - 2
6. Gerard Doorduin - 7
7. Hans Walraven - 11
8. John van Rooijen - 6
9. Evodia Melskens - 5
10. Gert de Waard - 7

### 's-Gravenhage
1. Jan de Kramer - 4
2. Henk Marrink - 16
3. Jan Harm Roseboom - 9
4. Joukje Jansen-Middelbos - 15
5. Alois van Leusden - 7

### Leiden
1. Ate Bergsma - 10
2. Wim Bink - 5
3. Jan de Bruyn - 9
4. Kees Justus Vogel - 9
5. Carl Hooyer - 4
6. Hans Verhorst - 20
7. Harrie van Ruiten - 20
8. Monique Hoving-van Son - 20
9. Dirk Ploegers - 10

### Dordrecht
1. Jaap Groeneveld - 33
2. Kees Hoeksma - 11
3. Ans Tas-Kiesewetter - 18
4. Ronald Lempke - 28
5. Arend Koekkoek - 22
6. Tineke van der Meer-de Bruijn - 19
7. Jaap Schep - 13
8. Aad Nobel - 19
9. Marjo de Waard-van Kalsbeek - 26

### Amsterdam
1. Wim de Smalen - 10
2. Roelie Reiling - 12
3. Gert Lubberts - 6
4. Jos Mouthaan - 1
5. Ineke Wattel-de Haan - 7
6. Bart Kuiper - 3
7. Tine Gerbscheid-Kool - 8
8. Cees Lindeman - 1
9. Wil Kruit-Roodhart - 1
10. Henk Top - 3

### Den Helder
1. Piet Stil - 3
2. Karel de Smalen - 10
3. Jens van der Velde - 4
4. Aat de Kwaadsteniet - 9
5. Cees Wakker - 6
6. Tini Struiksma-Broer - 11
7. Piet Schoonheim - 15
8. Jan Visser - 7
9. Abe Brandsma - 4
10. Kees van Rijs - 13

### Haarlem
1. Tini Rill-Willems - 21
2. Co de Smalen - 3
3. Franck Damen - 14
4. Co Stuart - 14
5. Gert Binnendijk - 19
6. Ineke van der Maat - 21

### Middelburg
1. Jan Eijgenraam - 17
2. Hans Leipoldt - 22
3. Teun Robbemont - 10
4. Mien Janse-de Jonge - 7
5. Jan de Lignie - 8
6. Kees van Wouwe - 32

### Utrecht
1. Ruut van den Bree - 3
2. Rob Lans - 9
3. Aad van der Meer - 21
4. Jan Oosterhuis - 18
5. Fred Plass - 18
6. Cornelis Peter den Toom - 27

### Leeuwarden
1. Marja Ybema-Hummelman - 22
2. Thea Kalsbeek-Tel - 9
3. Jacques Oosterlee - 11
4. Jaap Molenaar - 10
5. Henk de Wit - 17
6. Herke Giliam - 5
7. Wopke van der Ploeg - 3
8. Jaap van der Pol - 12
9. Wouter van der Horst - 66

### Zwolle
1. Els Boer-Soekarisch - 8
2. Arie Pinxteren - 11
3. Anton Smit - 32
4. Johan Boom - 8
5. Herman de Jonge - 9
6. Arie van der Zwan jr. - 12
7. Willemien Kamphuis - 26
8. Jan Wind - 13
9. Kest Jelsma - 8
10. René Offringa - 19

### Groningen
1. Joan Ploeger - 64
2. Wim Berghoef - 20
3. Atze Veldstra - 11
4. Jurrien Brons - 13
5. Bert Kiewiet - 22
6. Jaap Stuurwold - 20
7. Francien van Overbeeke-Rippen - 4
8. Dirk Mulder - 18
9. Wim Keizer - 8
10. Douke Doorn - 7

### Assen
1. Renke Kruize - 14
2. Bert Vastenburg - 19
3. Grada Engels-ter Maat - 6
4. Grietje Timmerman-Hagen - 20
5. Henk Dijkstra - 6
6. Jacob Duursema - 8
7. Aly Oving-Kuiper - 8
8. Anneke Rot-van der Gaast - 5
9. Wietse Klunder - 12
10. Engelke Degenhart - 3

### Maastricht
1. Andries Sprong - 13
2. Nico de Vos - 48

CDA · PvdA · VVD · D'66 · PSP · CPN · SGP · PPR · RPF · GPV · Rechtse Volkspartij · Centrumpartij · EVP · NVU · Kleine Partij · God Met Ons · PPBMWM · SP · DS'70 · RKPN
1981 · 1982 · 1986 · 1989